# Бемаріво (річка)
Бемаріво (малаг. Bemarivo) — річка на півночі Мадагаскару, в регіоні Сава, у провінції Анціранана, що впадає на сході в Індійський океан, на північ від Самбави. Зрошує території на північно-західному узбережжі. Частина водозбору розташована на східній частині хребта Царатанана і північній частиниі хребта Мароджі. Перетинає шосе номер 5 біля Носяріни.
Головна притока — річка Андроранга.